# Streda nad Bodrogom
Streda nad Bodrogom este o comună slovacă, aflată în districtul Trebišov din regiunea Košice. Localitatea se află la altitudinea de 94 m deasupra n.m., se întinde pe o suprafață de 22,63 km2 și în 2017 număra 2.250 de locuitori.

## Istoric
Localitatea Streda nad Bodrogom este atestată documentar din 1270.

## Demografie
| An:                | 1994 | 2004   | 2014   | 2024   |
| ------------------ | ---- | ------ | ------ | ------ |
| Număr de persoane: | 2435 | 2430   | 2284   | 2257   |
| Diferență:         |      | −0,20% | −6,00% | −1,18% |

| An:                | 2023 | 2024   |
| ------------------ | ---- | ------ |
| Număr de persoane: | 2253 | 2257   |
| Diferență:         |      | +0,17% |